# Macogny
Macogny ist eine französische Gemeinde mit 61 Einwohnern (Stand: 1. Januar 2022) im Département Aisne in der Region Hauts-de-France (frühere Region: Picardie). Sie gehört zum Arrondissement Soissons, in das sie mit neun weiteren Gemeinden im Jahr 2017 aus dem Arrondissement Château-Thierry wechselte, und zum Kanton Villers-Cotterêts.

## Geographie
Die auf der Höhe gelegene, wenig bewaldete Gemeinde mit den Ortsteilen Montron, L’Essart und Monthoury liegt 22 Kilometer nordwestlich von Château-Thierry. Nachbargemeinden von Macogny sind Marizy-Saint-Mard im Norden, Neuilly-Saint-Front im Osten, Monnes, Saint-Gengoulph und Chézy-en-Orxois im Süden, Dammard und Passy-en-Valois im Westen sowie Marizy-Sainte-Geneviève im Nordwesten.

## Bevölkerungsentwicklung
| Jahr                       | 1962 | 1968 | 1975 | 1982 | 1990 | 1999 | 2006 | 2014 | 2022 |
| Einwohner                  | 72   | 65   | 57   | 50   | 53   | 56   | 65   | 76   | 61   |
| Quellen: Cassini und INSEE |      |      |      |      |      |      |      |      |      |